# Маковский, Владимир Михайлович
Владимир Михайлович Маковский (бел. Уладзімір Макоўскі, род. 23 апреля 1977, Молодечно, Минская область) — белорусский футболист, игрок сборной Беларуси, ныне — тренер. В основном выступал на позиции нападающего и атакующего полузащитника. Лучший футболист Беларуси (1996).

## Карьера

### Клубная
Владимир Маковский и его брат-близнец Михаил родились в белорусском городке Молодечно. Там же и начали заниматься футболом, где их наставником в местной ДЮСШ был Анатолий Береснёв. В 16-летнем возрасте юные футболисты оказались в клубе «Электромодуль», принимавший участие в первенстве третьего дивизиона Беларуси. Однажды игру этой команды посетил будущий тренер сборной Беларуси Сергей Боровский, который тренировал в то время другой клуб из Молодечно — «Металлург». Уже в следующем сезоне братья Маковские защищали цвета «Металлурга», который играл в Высшей лиге и ставил перед собой гораздо более серьёзные задачи, чем их предыдущая команда. В этом клубе ребята провели два года, после чего их пригласили присоединиться к минскому «Динамо».
Именно в минском «Динамо» по-настоящему раскрылся талант Владимира. В 1996 году он стал лучшим игроком чемпионата Беларуси, помог своей команде завоевать серебряные награды чемпионата и дойти до финала Кубка страны. В следующем году сам Маковский выглядел возможно и не так ярко, однако команда смогла подняться на верхушку турнирной таблице чемпионата по итогам сезона.
Затем братья перешли в киевское «Динамо», которое переживало период возрождения. Были предложения и от других клубов, в частности от московского «Спартака», однако до конкретики там так и не дошло. В Киеве на близнецов возлагали большие надежды, однако Владимиру и так было крайне трудно конкурировать за место в составе с Ребровым и Шевченко, а также появились проблемы с режимом. Форму приходилось поддерживать преимущественно выступая в составе «Динамо-2».
В 1999 году пути братьев Маковских впервые разошлись — Михаил отправился в полтавскую «Ворсклу», а Владимир в калининградскую «Балтику». Однако довольно быстро близнецы снова оказались вместе — Владимира пригласили по протекции брата в состав полтавской команды.
В течение следующих четырёх лет Владимир Маковский сменил целый ряд клубов, среди которых были ужгородское «Закарпатье», киевский ЦСКА, «Балтика». В 2003 году его контракт с киевским «Динамо» подошёл к концу, и Маковский принял решение вернуться на родину.

### Тренерская
Летом 2012 года перешёл на тренерскую работу. В настоящее время входит в тренерский состав футбольного клуба «Ислочь», представляющего Высшую лигу чемпионата Беларуси.
10 августа 2016 года в СМИ появилась информация о причастности Владимира Маковского с несколькими игроками клуба к организации договорных матчей. Речь о встрече между командами Ислочь и Динамо (Брест), в котором брестская выиграла 4:2. Коэффициенты на победу доходили до 8 к 1.
.
19 февраля 2018 г. экс-тренер «Ислочи» Владимир Маковский пожизненно дисквалифицирован АБФФ за участие в договорных матчах.

## Достижения
Клубные трофеи
Динамо (Минск)
- Чемпион Беларуси: 1997
- Серебряный призёр чемпионата Беларуси: 1996
- Бронзовый призёр чемпионата Беларуси: 2003
- Финалист Кубка Беларуси: 1995/96

Динамо (Киев)
- Чемпион Украины (2): 1997/98, 1998/99
- Обладатель Кубка Украины: 1997/98

Динамо-2 (Киев)
- Победитель первой лиги Украины: 1998/99
- Серебряный призёр первой лиги Украины (2): 1997/98, 2000/01

Интер (Баку)
- Финалист Кубка Азербайджана: 2004/2005

Нафтан
- Обладатель Кубка Беларуси: 2008/09

Городея
- Победитель второй лиги Беларуси: 2010
- Бронзовый призёр первой лиги Беларуси: 2011

Личные достижения
- Футболист года в Беларуси (1996)
- Третий среди лучших футболистов Беларуси (1997)
- Член символического Клуба белорусских бомбардиров: 119 забитых мячей[5].